# Neoemadiellus ranomandryensis
Neoemadiellus ranomandryensis är en skalbaggsart som beskrevs av Bordat 1990. Neoemadiellus ranomandryensis ingår i släktet Neoemadiellus och familjen Aphodiidae. Inga underarter finns listade i Catalogue of Life.